# Lucile Lacressonnière
Ne doit pas être confondu avec Marguerite Lacressonnière.
Louise Lucile Lacressonnière, née Abollard le 25 avril 1840 à Paris et morte à Paris 6e le 21 janvier 1917, est une actrice française.

## Biographie
Elle commence sa carrière au Théâtre de la Gaîté puis épouse le 7 juillet 1864 l'acteur Lacressonnière qu'elle suit dans ses différents engagements jusqu'au Théâtre du Châtelet lorsqu'il en devient directeur (1871-1873). Elle joue la plupart du temps pour le Théâtre de l'Ambigu-Comique.  
La séparation des biens avec Lacressonnière est prononcée par le tribunal civil de la Seine en 1875.

## Carrière
- 1863 : Peau d'âne de Émile Vanderburch, Laurencin et Clairville : la Fée des ondes.
- 1868 : La Czarine de Jules Adenis et Octave Gastineau, Théâtre de l'Ambigu-Comique : Marie de Kempelen
- 1870 : L'arracheur de dents, drame en 5 actes d'Édouard Brisebarre, avec Victor Legrenay, Théâtre de l'Ambigu-Comique : Jeanne Mandal
- 1877 : Une cause célèbre, drame en 6 actes d'Adolphe d'Ennery et Eugène Cormon, avec Louis Dumaine, Théâtre de l'Ambigu-Comique : Madeleine
- 1878 : Les Enfants du capitaine Grant de Jules Verne et Adolphe d'Ennery, Théâtre de la Porte-Saint-Martin : James Grant